# Gダライアス
『Gダライアス』（ジー-, G DARIUS）は、1997年にタイトーから発売された横スクロールシューティングゲームで、アーケードゲームとしてはダライアスシリーズの第4作目になる。同年の秋頃に、後に細かい部分を改訂したアッパーバージョン『GダライアスVer.2』も発売された。キャッチコピーは「至高の難易度、これは挑戦だ」。
キャッチコピーは「君は生命（いのち）の誕生（はじまり）を見る…」。『Gダライアス』のGは「GIGANTIC＝巨大」の意味が込められている。一画面で表現できないほどの大きさで、STG史上最大級の巨大なボスとの戦いが本作の醍醐味だった。稼働当時に50インチの大画面筐体で稼働していたゲームセンターも見受けられた。

## 概要
1レバー2ボタン（ショットボタン、キャプチャーボール発射ボタン）。Ver.2はショット連射ボタンが追加されて、3ボタン仕様。
キャプチャーボールを敵に当てるとその敵を拿捕（キャプチャー）し、自機の援護や防御に利用できる。さらにこの状態で、ショットボタンをしばらく押しっぱなしにしてから離すと、αビームを発射。もしくは、キャプチャーボタンを押すとキャプチャーボムとして利用できる（詳しくは後述のキャプチャーシステムを参照）。
『レイストーム』と同じく、シリーズで初めてキャラクター、背景ともにポリゴンによる3Dグラフィックを使用している。しかし、基本は横スクロールの2Dシューティングゲームとなっている。また、『ダライアス外伝』に引き続きゲーム画面は一画面である。
シリーズの特徴でもあるステージ分岐がさらに進化し、全5ステージの計15ゾーンに減っているが、ゾーン内の後半にも分岐地点が設けられている。分岐先によってザコやボスの攻撃パターンが変わる。

ダライアスシリーズ全体のストーリーボードにおける位置づけとしては、時系列上はシリーズ作品中最も古い時代（アムネリア暦626年）を描写しており、『初代ダライアス』（ダライアス暦201年）よりも更に溯った時代に相当する作品となる。ゲーム中の世界においては「ダライアス」という固有名詞はほとんど登場しないが、最終面（5ゾーン目・λ･μ･ν･ξ･ο）の舞台設定は「惑星ダライアスの衛星カズムン」とされており、エンディングにおいては、従来のシリーズで敵役として描かれてきたベルサーの発祥（zone ο）、惑星ダライアスの誕生（zone ν）などの核心部分が描かれる。特にzone νのエンディングは本作のキャッチコピー(「君は生命の誕生（はじまり）をみる…」)を象徴的に表現し、本作以降のダライアスシリーズに於いて極めて重要な位置づけとなっている。
また、本作における敵役はベルサーではなく、人類を遥かに超越した存在とされる機械生命体・THIIMA（シーマ）の軍団である。THIIMAとベルサーの関連性については最終面の1つ（zone ο）のエンディングにおいて語られる。THIIMAについては、鋼鉄のごとき装甲を持ちつつもしなやかな機動性を併せ持つ「有機体」とされている一方、神のごとき超越存在・審判を下すもの、といった性格付けもなされている。
各ゾーンの世界観は非常に個性的で変化に富んでおり、同一ゾーンでも前述の上下分岐により全く違う世界観・表情を展開する。

## ゲーム内容

### ゲーム性について
zone構成は、2択方式を固持しつつも、従来の7面構成から5面構成となり、ギリシャ文字のアルファベット表記によるゾーンαからゾーンοまでの全15ゾーンとなっているものの、各ゾーン内に於いて、中盤から更に2手に分岐するため、ヴァリエーションは豊富である。ゾーン内分岐は、各ゾーン中盤にて横ラインによって画面が上下に分断され、画面の上半分・下半分のどちらに自機が位置したかで決定される(横ライン分割開始から、上下選択決定まで5秒ほど猶予があり、その間に選択したいほうの上下に自機を移動させる)。総面数の減少により、業務用作品ではシリーズ初めてのゾーンごとに異なるボスとなり、また同じゾーンのボスにおいても、中盤以降のルート選択により攻撃パターンが異なるため、実質的に各ゾーンとも2種類のボスを擁することになる。ボスが全てポリゴン3D表現となったため、やや大味な外観デザインも見受けられるものの、海洋生物をモチーフとしたボスも存在する。
ボスは一部のランダム攻撃を除き、攻撃ルーチンが確立されているためパターン覚え要素が強い。『外伝』のファッティグラトン（ピラニア）・クラスティハンマー（シャコ）のような攻撃の激しいボスがいないため、αビームまで堪えることが出来ればほとんどのボスは突破可能である。尚、3ゾーン目までに比べると、4ゾーン目からの難度上昇がやや極端である。ゾーン選択による難度のばらつきはやや抑えられており、下ルート（ζ-κ-ο）が他に比べ難しい程度で、他のルートは最終面も含めさほど変化はない。道中ボス中ではアブソリュートディフェンダー（zone ζ）が他に比べ若干難しい程度、最終ボスではクジラことG.T.（zone o）およびヘビーアームズシェル（zone μ）が難しい部類で、他の3体はそこまでではない。

### パワーアップ
アイテムを取ることでパワーアップでき、一定数取るとレベルアップする。
|          | レベル1  | レベル2        | レベル3        |
| -------- | -------- | -------------- | -------------- |
| 対空兵器 | ミサイル | レーザー       | ウェーブ       |
| 対地兵器 | ボム     | ツインボム     | マルチボム     |
| バリア   | アーム   | スーパーアーム | ハイパーアーム |

### キャプチャーシステムとαビーム
ショットとは別の攻撃手段であるキャプチャーボールを敵機に当てることで、中ボスを含むほとんどの敵をキャプチャー（捕獲）することができる。初期設定では自機出現時にはこのキャプチャーボールを3個所持しており、また紫色のアイテム1個につき1個入手可能。最大所持数は6個であり、それ以上入手しようとすると代わりに5000点入る。ゲームクリア時に何個残していようとも、一切ボーナスは入らない。
捕獲した敵機は、その種類により様々な効果を発揮する。主に、攻撃を補助するものと、シールドの代わりに護衛するものに分類される。また、中ボスも特殊パーツを破壊することで捕獲が可能になる。中ボスをキャプチャーして攻撃を補助させている場合には、方向レバーによるコマンド入力を行うことで、強力なウェポンや体当たりなどの攻撃を繰り出せる。
キャプチャーした敵は自機に随伴させての通常攻撃・コマンドによる特殊ショットのほか、「キャプチャーボム」と「αビーム」の2つの用途に使用できる。明確にキャプチャーできない敵は、ソリドナイトと呼ばれる金色の装甲に覆われていることで判別できる。中ボスは金色の仮面のような装甲をまとって出現しこれもそのままではキャプチャー不可能だが、一定ダメージを与えると装甲だけ破壊されキャプチャー可能になる。
キャプチャーした敵の攻撃・体当たりで敵を破壊すると得点に倍率がかかる。キャプチャーした敵の攻撃で敵を破壊すると、得点が2倍となり、キャプチャーボムでは3倍、αビームでは4倍（中ボスによるαビームでは6倍、更に後述のカウンターによる吸収を利用すれば、カウンター1回につき2倍ずつ最大12倍にまで上昇）となる。
キャプチャーボムおよびαビームは発動時に無敵が発生する。ただし、αビームとして使用した場合、無敵は射出直後の短時間で終わる。
随伴状態での同時攻撃
キャプチャーされた敵は味方として自機にあわせて移動しながら攻撃に参加する。攻撃方法は、キャプチャーした敵の種類によって千差万別である。またキャプチャーした敵に敵弾や敵本体が接触すると弾を消したり接触した敵にダメージを与えたりする。敵の種類ごとに耐久力が設定され、一部を除き一定のダメージを受けると破壊される。
中ボスを捕獲後に随伴中、特殊コマンドにより特殊ショットが撃てる。ゾーンによっては中ボスが異なる（詳細はステージ紹介に記載）が、同じ面数での中ボスは特殊コマンドが共通している。
下の表は自機が右を向いている場合のコマンドである。なお「ニュートラル」では、方向レバーをどの方向にも入れずに直立させること。
| 1面中ボス | + ショット              |
| 2面中ボス | + ショット              |
| 3面中ボス | ニュートラル + ショット |
| 4面中ボス | + ショット              |
| 5面中ボス | ニュートラル + ショット |

キャプチャーボム
キャプチャーボール発射ボタンを押すことでキャプチャーボムが発動でき、キャプチャーした敵を爆破することで敵弾をかき消す効果のある爆風を広範囲に発生させる。
αビーム・αビームカウンター
ショットボタンを1秒間(中ボスは1.5秒間)押し続けるとαビームが充填され、ボタンを離すと青い強力なビームを正面方向に一定時間発射する。発射時間はショットボタンを連打することで延長される。後述の「αビームカウンター」を行い撃ち勝つことで発射時間がリセットされる。
ボスが発射する赤色のβビームに対してαビームをぶつけると「αビームカウンター」と呼ばれる双方のビームが押し合う状態になる。ビーム干渉中にボタンを連打するとβビームを押し返し、最終的には相手のビームを吸収しαビームが更に太く強力になる。連射数が低かった場合は逆にαビームが吸収され、敵のβビームが強力になってしまう。最大4倍まで威力を上げることができる 。ボス戦においては「高威力のαビームを用いてボスを撃破する」という製作側の意図のために全てのボスの耐久値が高めに設定されており、逆にαビームを全く使用せずに通常攻撃のみでボスを撃破しようとする場合には、ボス戦が大幅に長引いてしまう。
なお、また通常のαビームでは後方に隙ができ後ろからの攻撃には弱いが、カウンタービーム以上の場合は、αビーム発射口の光球が自機をすっぽり覆ってしまうため、地形や貫通する攻撃以外に対する隙はない。

### GダライアスVer.2
Gダライアスのアッパーバージョンといえる作品で、ゲーム全体の高難易度化やボス戦のゲームスピードの上昇などを主な特徴とする。以下に主な変更点を挙げる。
- 標準のクレジット設定が2コイン1クレジットから1コイン1クレジットに変更された。
- 「初心者モード」の追加。3ゾーンクリアで終了。スタートするゾーンをα・β・γ・δ・ε・ζのいずれかから選択可能に。β以降を選択するとある程度自機がパワーアップされた状態でスタート出来る。ミス後、次の自機はザコ敵をキャプチャーした状態で復帰する。
- ショットのフルオート連射ボタンが標準装備された。それにより、Ver.2は通常3ボタンでプレイとなる。
- キャプチャーに関しては、キャプチャーした敵機の耐久力が低下し、またキャプチャーボム発動直後の自機の無敵時間が廃止された。
- 自機のバリアはアーム・スーパーの段階では障害物や体当りへの耐久力がない。ハイパーで1回だけ耐えられるようになる。
- オリジナル版では中ボスが配置されていないルートがあったが、本作では全ルートに中ボスが配置された。
- ボス戦前のデモ画面、およびエンディングのスキップがスタートボタン以外のボタンでも出来る。
- 全体的に敵の耐久力やゲームスピードが向上している[1]。
- ゾーンボス戦にタイマーが設定。通常ボス180秒、最終ボス420秒。ボス撃破時の残り秒数×10000点がボーナス得点になる。タイマーが0になった場合でも、特にペナルティはない。
- オリジナル版ではスコアランキングが全ゾーンのオールオーバー集計だったのに対し、Ver.2では各最終ゾーン毎の集計になった。

このような苛烈な高難易度化に至った背景に、ゲームのプレイ料金の問題があった。当時ゲームセンターにおいてはビデオゲームの占める割合が縮小される一方であり、それを食い止めるために本作でプレイ料金の値上げに踏み切った。しかしそれがプレイヤーに受け入れられなかったために、100円という料金にあわせたプレイ時間を想定した難易度に改定を行った。これは純粋に1ゲームあたりのプレイ時間を半分にさせるための調整であり、初心者モードの設置は初めからこの難易度に一般プレイヤーが付いてこられないことを確信した上での設定であることを物語っている。
なお、この試みは営業面で失敗し、そのためタイトーはビデオゲーム自体のリリース点数をこれ以降極端に減少させることとなった。このため、2010年7月に『ダライアスバースト アナザークロニクル』の発売決定が発表されるまでの13年に渡り、本作がアーケードのダライアスシリーズ最終作となっていた。
なお、本作のスタッフはVer.2のデバッグが完全に完了してない形でリリースされたことが遠因で、後に独立してグレフを設立した。

## ストーリー
幾多の戦乱の後、平和と繁栄を手にした惑星アムネリアの人々は宇宙開発に乗り出し、アムネリアの衛星ブレザへの移住を果たす。
50年後、アムネリアのもう一つの衛星マーサの獲得を巡り、アムネリアとブレザの間で星間戦争が勃発する。軍事競争の果てに、宇宙そのものを消滅しかねないほどの強力な威力を持った兵器「A.N.（ALL NOTHING）」が生み出され、ブレザは消滅してしまう。
ようやく過ちに気付いた人々は、兵器を捨て、再び平和への道を歩み始める。
だが、オーバーテクノロジーであるA.N.の出現は、宇宙の平和を守る謎の機械生命体軍団「THIIMA（アムネリア語で“死を司る者”の意）」の目覚めを促してしまい、アムネリアはTHIIMAの襲撃を受ける。偵察部隊程度の戦力を相手に、アムネリア王立宇宙軍は全滅してしまう。
ここにきて、アムネリア王は、敵軍の機体コアと禁断の力A.Nを組み合わせた最新鋭戦闘機の建造を決断する。
そして、かつて初代アムネリア王を導き、世界に平和をもたらしたとされる伝説の鳥「シルバーホーク」の名を冠した機体は2名のパイロット、サムラック・ライダとルティア・フィーンを乗せて飛び立つ。

### エピローグ
本作では最終ボス撃破後、エンディング（ゲーム中では一貫して『EPILOGUE（エピローグ=終章）』と表される）として、これまでのシリーズ作品では一枚絵（と、『ダライアスII』以降は英語の説明文）が表示されていたところに、CGモデルによるリアルタイムアニメーションのムービー（PlayStation版等では、アーケード版からファイル作成された通常のムービー）が挿まれ、その流れのままスタッフロールが始まるようになった。ムービーには音声・解説が一切入らない為、それだけでは難解なものもあるが、PlayStation版ではクリアしたゾーンのエピローグのムービーの解説を見ることができる。
なお、スタッフロール中のBGM「未来完了 from7」は、『ダライアス』の最終ボス戦のBGM「Boss Scene # 7」のアレンジである。
λゾーン「ダライアス星人の誕生」
サムラックとルティアは“LIGHTNING CORONATUS”を撃破するが、戦闘の末にルティア機は大破し、爆発とともに彼女は宇宙空間に投げ出されてしまう。すぐさまコックピットから飛び出したサムラックにより救出され、一命を取り留めたルティアはサムラック機に同乗するが、シルバーホークには僅かなエネルギーしか残っていなかった。そのときコクピットのコンピューター画面に“DARIUS”の文字と見知らぬ青い惑星の姿が映る。その星に降り立った二人は、やがて新たな人類の祖先となる。
μゾーン「新人類の誕生」
サムラックとルティアに倒された“HEAVY ARMS SHELL”は最後の断末魔にシルバーホークもろとも自爆を図る。サムラックとっさにルティアをかばい、閃光の中に消える。悲しみに暮れたルティアは宇宙を放浪した末に“DARIUS”という惑星に不時着し、サムラックと似た青年と出会う。
νゾーン「ダライアス星の誕生」
二機のシルバーホークの攻撃によって“THE EMBRYON”は暴走しながら膨張し、二機を包みこんでしまう。“THE EMBRYON”の体内で再会を果たしたサムラックとティアは熱い抱擁を重ねる。全てを無へと帰す悪魔の力A.N.と全ての生命を生み出してきたTHE EMBRYONの聖なる力の力が合わさる中、消えゆく2人の想いが結集し、広大な海をたたえた一つの惑星が誕生し、生命が生み出された。
ξゾーン「新生シルバーホークの誕生」
“ACCORDION HAZARD”を撃破した後、二機のシルバーホークは眩いばかりの光に包まれて融合し、姿を消す。次の瞬間、そこには白銀の輝きを放つ一対の翼があった。そして、サムラックとルティアはアムネリア一世と対面する。
οゾーン「ベルサー軍の誕生」
“G.T.”を撃破し、アムネリアに平和が戻った。しかし、二機のシルバーホークはアムネリアに戻るエネルギーがないため、たまたま近くにあった惑星“DARIUS”へと向かう。その頃、宇宙を探索していたベルサー星人は偶然G.T.の残骸を発見して回収する。そして、彼らはG.T.からTHIIMAのテクノロジーを手に入れ、これがベルサー軍誕生のきっかけとなる。

### ステージ構成
"G"ダライアスというタイトルに因み、各ゾーン名の頭文字は"G"に統一されている。
| ステージ名     | ゾーン名            | エリア | 中ボス                                       | 中ボスモチーフ | BGM       | ボスBGM        | ボス                                                                       | ボスモチーフ             |
| -------------- | ------------------- | ------ | -------------------------------------------- | -------------- | --------- | -------------- | -------------------------------------------------------------------------- | ------------------------ |
| 惑星アムネリア | α GREEN GLOBE       | A B    | FIRST CAPTAIN （ファーストキャプテン）       | シイラ         | G ZERO    | PHAGE          | ECLIPSE EYE （エクリプスアイ） （捕食する眼-日蝕の目）                     | フシギウオ               |
| 衛星マーサ     | β GIANT PLANT       | C D    | QUEEN'S CHILD （クィーンズチャイルド）       | コウイカ       | biophoton | B･T･DUTCH      | TRIPOD SARDINE （トライポッドサーディン） （三つ脚-三脚のイワシ）          | サンキャクウオ           |
| 衛星マーサ     | γ GIGANTIC SHIP     | E F    | QUEEN'S CHILD （クィーンズチャイルド）       | コウイカ       | biophoton | B･T･DUTCH      | QUEEN FOSSIL （クイーンフォスル） （化石女王-化石の女王）                  | シーラカンス             |
| 宇宙空間       | δ GRANULATED STAR   | G H    | REVERSE DIRECTION （リバースディレクション） | サカサナマズ   | Dada      | H･G･Virus      | DUAL HORN （デュアルホーン） （対なる角-双角）                             | ニシキエビ               |
| 宇宙空間       | ε GALAXY ISLANDS    | I J    | REVERSE DIRECTION （リバースディレクション） | サカサナマズ   | Dada      | nonsensecodon  | DIMENSION DIVER （ディメンジョンダイバー） （次元の潜行者-次元の潜航者）   | ギンザメ                 |
| 宇宙空間       | ζ GRAVITY ZERO      | K L    | REVERSE DIRECTION （リバースディレクション） | サカサナマズ   | Dada      | nonsensecodon  | ABSOLUTE DEFENDER （アブソリュートディフェンダー） （絶対守護者-絶対防御） | マツカサウオ             |
| 惑星マバハー   | η GLOWING CAVE      | M N    | GRAY STRIPE （グレイストライプ）             | オールドワイフ | invivo    | biophoton Adam | FIRE FOSSIL （ファイヤーフォスル） （燃え立つ化石-炎の化石）               | シーラカンス             |
| 惑星マバハー   | θ GALLERY           | O P    | GRAY STRIPE （グレイストライプ）             | オールドワイフ | invivo    | H･G･Virus      | DEATH WINGS （デスウイング） （死の翼）                                    | オニイトマキエイ         |
| 惑星マバハー   | ι GLACIER           | Q R    | TAIL BLADE （テイルブレード）                | ボウエンギョ   | invivo    | PHAGE          | EIGHT FEET UMBRELLA （エイトフィートアンブレラ） （8本骨の傘-八ツ足の傘）  | メンダコ                 |
| 惑星マバハー   | κ GARDEN OF SKY     | S T    | TAIL BLADE （テイルブレード）                | ボウエンギョ   | invivo    | H･G･Virus      | ETERNAL TRIANGLE （エターナルトライアングル） （永劫鼎立-永遠の三角形）    | ミツクリザメ             |
| 衛星カズムン   | λ GRAND CLIFF       | U V    | UN GUARDIAN （アンガーディアン）             | コバンザメ     | KIMERA II | nonsensecodon  | LIGHTNING CORONATUS （ライトニングコロナタス） （閃光の冠-雷電の冠）       | ウィーディーシードラゴン |
| 衛星カズムン   | μ GREAT FORTRESS I  | W X    | HARD ARMAMENT （ハードアーマメント）         | ムネエソ       | KIMERA II | Adam           | HEAVY ARMS SHELL （ヘビーアームズシェル） （重火器攻殻-重装甲殻）          | オサガメ                 |
| 衛星カズムン   | ν GENESIS           | Y Z    | DREAM TENDER （ドリームテンダー）            | ユメナマコ     | KIMERA II | Adam           | THE EMBRYON （ジ・エンブリオン） （命の胚）                                | クリオネ                 |
| 衛星カズムン   | ξ GREAT FORTRESS II | W' X'  | HARD ARMAMENT （ハードアーマメント）         | ムネエソ       | KIMERA II | Adam           | ACCORDION HAZARD （アコーディオンハザード） （手風琴の災い）               | アノマロカリス           |
| 衛星カズムン   | ο GRAVE OF CULTURE  | U' V'  | UN GUARDIAN （アンガーディアン）             | コバンザメ     | KIMERA II | Adam           | G.T. （ジーティー） （偉大なるもの-脅威物体）                              | マッコウクジラ           |

## 音楽・演出
- 作曲は「OGR」こと小倉久佳が担当。従来の電気回路を用いない楽器からは出せないような無機質的な音を中心に楽曲が組み立てられている。
- また、本作のBGMは『ゲーメスト』誌主催の1997年度第11回ゲーメスト大賞ベストVGM賞部門において492点という2位以下を大きく引き離して同部門史上歴代1位の得点でベストVGM賞を獲得した。

## 他機種版
| No. | 発売日                                | 対応機種                      | タイトル                                 | 開発元           | 発売元           | メディア                                            | 型式                                 | 価格                                                                     | 売上本数 | 備考                                                            |
| --- | ------------------------------------- | ----------------------------- | ---------------------------------------- | ---------------- | ---------------- | --------------------------------------------------- | ------------------------------------ | ------------------------------------------------------------------------ | -------- | --------------------------------------------------------------- |
| 1   | 1998年4月9日 · 1998年9月30日 · 1998年 | PlayStation                   | Gダライアス                              | アイシステム東京 | タイトー · THQ   | CD-ROM                                              | SLPS-01348 · SLUS-00690 · SLES-01314 | 6,090円（税別）                                                          | —        |                                                                 |
| 2   | 2000年9月30日                         | Microsoft Windows             | Gダライアス                              | タイトー         | ソースネクスト   | CD-ROM                                              |                                      |                                                                          | —        |                                                                 |
| 3   | 2001年9月7日                          | Microsoft Windows             | PCゲームBestシリーズ Vol.59 Gダライアス  | タイトー         | サイバーフロント | CD-ROM                                              |                                      |                                                                          | —        |                                                                 |
| 4   | 2004年4月9日                          | Microsoft Windows             | 遊遊 Gダライアス                         | タイトー         | メディアカイト   | CD-ROM                                              |                                      |                                                                          | —        |                                                                 |
| 5   | 2005年8月25日                         | PlayStation 2                 | タイトーメモリーズ 下巻                  | タイトー         | タイトー         | DVD-ROM                                             | SLPM-66092 (TCPS-10124)              | 5,040円（税込）                                                          | —        |                                                                 |
| 6   | 2006年9月7日                          | PlayStation 2                 | TAITO BEST タイトーメモリーズ 下巻       | タイトー         | タイトー         | DVD-ROM                                             | SLPM-66521                           | 2,604円（税込）                                                          | —        | 廉価版                                                          |
| 7   | 2007年6月28日                         | PlayStation 2                 | エターナルヒッツ タイトーメモリーズ 下巻 | タイトー         | タイトー         | DVD-ROM                                             |                                      | 2,500円（税込）                                                          | —        | 再廉価版                                                        |
| 8   | 2008年8月27日                         | PSN                           | Gダライアス                              | タイトー         | タイトー         | ダウンロード                                        | —                                    |                                                                          | —        | PS版の移植                                                      |
| 9   | 2018年12月3日                         | PlayStation Classic           | Gダライアス                              | ソニー           | SIE              | プリインストール                                    | —                                    |                                                                          | —        | PS版の移植                                                      |
| 10  | 2021年2月25日                         | PlayStation 4 Nintendo Switch | Gダライアス / GダライアスHD              | エムツー         | タイトー         | 光学ディスク(PS4) ゲームカード(Switch) ダウンロード | —                                    | 特装版:18,480円(税込) 通常版:7,480円（税込） ダウンロード版:4180円(税込) | —        | 2022年3月31日 無償大型アップデート実施 (詳細は下記参照)         |
| 11  | 2022年3月31日                         | Steam                         | GダライアスHD                            | エムツー         | タイトー         | ダウンロード                                        | —                                    | 4,180円（税込）                                                          | —        | PS4/Switch版の大型アップデート後に相当する版 (若干独自要素あり) |

### PlayStation版
アーケード版との主な差異は以下のとおり。
- ショット連射ボタン装備。これによりカウンタービームが容易になった。
- ビギナーモードやVS BOSSモードがある。どちらもミスしてもパワーダウンなし。アーム装備のまま再スタート。
- セーブデータがあればクリア済みのゾーンのエンディングムービーをいつでも参照できる。また、エンディング内容を日本語のテロップで解説するムービーが初めに追加される。
- RAM容量がオリジナルのFXシステムより少ないため、以下の不都合が生じている。
  - オープニング・エンディングがリアルタイム生成による表示からムービー再生に変更されており、アーケード版よりも画質が落ちる。
  - ステージ内分岐後やボス戦の手前でデータのロードが発生し、この際にゲームは途切れないがBGMが流れなくなる。このため1面と最終面のBGMが最後まで流れない。
  - 2008年8月27日からはゲームアーカイブスで配信されている[5]。

### Windows版
サイバーフロントからWindows版（95、98&98SE、Me、XPに対応）が販売されているが、これは基本的にPlayStation版を(完全)移植したもので、上記の差異に関しては同様である。
インストール後も製品CDをドライブに入れておかないと音楽が聴けない

### PlayStation 2版
オムニバスソフト『タイトーメモリーズ 下巻』にPlayStation版のアーケードモードを収録。PlayStation版ほぼそのままであるが、音楽は途切れない。
NHK科学文化部の記者・加川直央によると、PlayStation 2の性能がアーケード版のシステム基板よりも高かったため、アーケード版で頻発していた処理落ちが全く起きなくなり、ゲームの進行速度が上がってしまった結果、難易度が上がってしまったとされている。
また、『GダライアスHD』の開発を担当したエムツーの堀井直樹も、処理落ちは本来ない方が望ましいとしたうえで、「[前略]元のゲームが処理落ち前提で難易度が調整されている場合があるので、無くなると難しすぎて遊べなくなってしまう。」と説明している。

### Gダライアス/GダライアスHD
同バージョンは、PlayStation 4 / Nintendo Switch用オムニバスソフト『ダライアス コズミックリベレーション』に収録（ダウンロード版では本作のみを購入できる）。PS2版から2世代進んだ機種（PS4）に移植されることもあり、完全移植をした上で、付加要素が下記のとおり多数実装されている。
- ゲームグラフィックを概ねHD解像度化したバージョン[注釈 19]『GダライアスHD』を通常の『Gダライアス』と同時収録。
- ゲーム画面はオリジナル画角（4:3スタンダードサイズ）そのままなので、両サイドに「ガジェット」と呼ばれるプレイに便利な要素を表示するサブ画面を表示出来る（2020年に発売された『ダライアス コズミックコレクション』に収録された版の『ダライアス外伝』に実装されたものと概ね同様）後の無償大型アップデートで幾つか更に追加された。
- また、αビームの照射時間が自機下部で可視化可能になった。
- オプションに「キャプチャーギャラリー」を実装。キャプチャーボールを使って捕まえた敵機を一覧表示出来る。
- アーケード版では、タイトー製の大型リアプロスクリーン筐体「テアトロ50(EX)」に梱入・接続した時のみ、ゲーム本編の一部で座席が振動する演出が成されていた[注釈 20]。これを各機種のコントローラーに実装されている振動機能に割り振って、「テアトロ50(EX)」と同様の場面で振動するようにした。

また、アーケード版のゲームバランスを再現するため、あえて処理落ちを再現した。開発にあたり、エムツーではアーケード版で処理落ちが起きるタイミングと負荷を視覚化する形で再現した。さらに、開発の最終段階ではベテランのプレイヤーによるテストプレイが行われた。

2022年3月31日には無償の大型アップデートが実施され、Ver2.0とPS1版（本ソフトでは「For Consumer」と呼称）が移植・追加されたほか、処理落ちを軽減させるオプションも実装された。
また、「トレーニングモード」・「リプレイギャラリー」「ゲームセンター内の環境音をゲームサウンドに混ぜて再生」といった新オプションが幾つか追加された。なお環境音はタイトー直営のアミューズメントセンターである「秋葉原Hey」内で収録された音をベースにしたもので、公式には「Hey内の環境音をイメージしたもの」とされている。
さらに、これに相当するバージョンがPC用ゲームクライアント・Steam用ソフトとして移植された。内容は概ね上記の通りだが、Steam版独自の要素として、『Gダライアス エキシビション』と称するスペシャルモードが追加。ゲーム映像を従来の4：3画角から近代的なワイド画角に拡大、『ダライアスバースト アナザークロニクル』のような見た目となりボスキャラ「G.T.」・「クイーンフォスル」・「ファイヤーフォスル」とだけ戦える、ダライアスシリーズ（の家庭用機器移植版）ではおなじみの「ボスラッシュモード」のタイニー版がプレイ出来る。

## スタッフ
- プロデューサー：阿部直光
- ディレクター：阿部直光、大坂誠、大槻朗、藤田允
- キャラクター・グラフィック：藤田允、川石徹、森田健一、長谷川浩司、福井敏博、早瀬亮介、ATSUSHI HORIMIZU、後田達也、BAW BAW
- プログラム：大槻朗、林伸幸、藤田勝幸、藤本貴文、HIROHISA MATSUMURA、丸山博幸、HIKARU TANIGUCHI、林康高、小野俊介、竹田雅一、春日はるみ、HIROTAKA FUKAKAWA、加藤浩司、小塚均
- 音楽：小倉久佳 (ZUNTATA)
- サウンド・エフェクト：瓜田幸治 (ZUNTATA)
- ハードウェア：KATSUMI KANEOKA
- デザイン・ワークス：橋爪直人
- クオリティー・ワランティー：NOBUHIRO KOYAMA、EIJI KAWABATA、MAKOTO OBONAI

## 評価
アーケード版
当時のゲーム雑誌『ゲーメスト』の企画「第11回ゲーメスト大賞」（1997年）で、読者投票によりベストVGM賞1位を獲得している。また、1997年に刊行されたゲーメストムック『ザ・ベストゲーム2』において、それまでの全アーケードゲーム作品を対象とした読者投票では第11位を獲得した。。